# سیمون کالوری
سیمون کالوری (انگلیسی: Simone Calori؛ زادهٔ ۲۳ ژوئیهٔ ۱۹۸۰) بازیکن فوتبال اهل ایتالیا است.
از باشگاه‌هایی که در آن بازی کرده‌است می‌توان به باشگاه فوتبال پروجا، باشگاه فوتبال سالرنیتانا، باشگاه فوتبال کالیاری، باشگاه فوتبال پیزا، ماترا کالچو، و باشگاه فوتبال ویچنزا اشاره کرد.